# El esquinazo
El esquinazo es un tango de Argentina cuya música escrita por Ángel Villoldo es de alrededor del año 1900. La letra que le fue agregada décadas después pertenece a Carlos Pesce y Antonio Polito, que la firmó con el seudónimo de “A. Tamarni”. “Esquinazo” es un modismo castellano registrado por el DRAE con el significado de acto de burlar a alguno dejándolo abandonado.

## Los autores
Antonio Polito (Buenos Aires, Argentina, 31 de mayo de 1898 – ídem, 18 de agosto de 1958) fue un pianista, letrista y compositor que utilizó el seudónimo de A. Tamarni. Compuso un centenar de obras de varios géneros, la primera de ellas el tango Un antojo, de 1918. Otros tangos de su autoría que se recuerdan son Color de rosa y Caído del cielo que compuso con su hermano Pedro y también los que le grabó Carlos Gardel, Chola, Sueño marchito y Noviecita mía.
Carlos Pesce ( Argentina 1901 – ídem 24 de septiembre de 1975 fue un letrista dedicado al género del tango  entre cuyas obras se encuentran El porteñito, Racing Club, Melenita de oro y El penado 14, obra esta de la que hizo una gran creación el cantante Agustín Magaldi.
Ángel Villoldo (Barracas, Buenos Aires, 16 de febrero de 1861-14 de octubre de 1919) cuyo nombre completo era Ángel Gregorio Villoldo Arroyo, fue un músico argentino, uno de los  compositores más característicos de la primera época del tango. Entre otras obras compuso la música de El choclo, El irresistible y El porteñito, la letra de La bicicleta y   La morocha y la música y letra de ¡Cuidado con los cincuenta!.

## Historia
Hay pocos datos sobre El esquinazo; se lo vincula –sin elementos verificables- con el restaurante 3 de Febrero que funcionó en el barrio de Palermo desde fines del siglo XIX hasta 1911, conocido en distintas épocas como Lo de Hansen –por Juan Hansen, a cargo del concesionario– y como Café Tarana –por Anselmo Tarana, otro de sus encargados, frecuentado por personas que por su buena situación económica podían pagar sus altos precios, donde no se bailaba pero se escuchaba música, incluidos tangos. Esa tradición oral indica que El esquinazo era una de las piezas que allí se tocaba y que el golpeteo de los músicos que es una de las características de su introducción estimulaba a los asistentes a acompañarlo golpeando las copas hasta que un cartelito del dueño indicó la prohibición de ejecutar esa obra.
No existe certeza sobre la fecha de estreno de este tango, por lo que Del Priore y Amuchástegui la ubican en la misma época en que apareció otro de los primeros grandes éxitos de Villoldo, ¡Cuidado con los 50! Está escrito –como era usual en ese momento- en dos por cuatro, una estructura que luego cayó en desuso y solo reapareció tiempo después en algunas piezas, como en El firulete, el tango milonga de 1953, con música de Mariano Mores y Rodolfo Taboada; por otra parte, Mores volvió a usar el recurso de la percusión en la milonga Taquito militar.
Es probable que originalmente el tango haya tenido una letra del mismo Villoldo, dada su condición de cantante y el hecho de que la mayor parte de sus obras la tuvieron, pero no se la conoce y ni siquiera apareció en las primeras ediciones de su partitura. La pieza figura entre las más antiguas grabaciones de tangos ya que las hubo durante los primeros años del siglo XX ejecutadas por agrupaciones con denominaciones genéricas tales como Banda Española, Orquesta Internacional, Rondalla Criolla.
Lo grabaron, entre otros, las orquestas de José Basso, Juan Cambareri, Francisco Canaro con su orquesta y, en otra oportunidad, con su Quinteto Pirincho; René Cóspito con el seudónimo de Don Goyo, Juan D’Arienzo, Alberto Di Paulo, Carlos García con el seudónimo de Don Carlos, el cuarteto de Roberto Firpo, Leo Lipesker, Donato Racciatti, el Sexteto Tango, Los Violines de Oro del Tango, de Enrique Mario Francini y Héctor Stamponi. También la registraron varios conjuntos evocativos de la Guardia Vieja, tales como Pa’ que Bailen los Muchachos, el Cuarteto del Centenario, el Cuarteto de la Ochava, Buenos Aires del 900, Los Muchachos de Antes, Los Tubatango, Los Chochamus del 20.